# Liste des communes françaises de l'Ardèche ayant changé de nom au cours de la Révolution
Pour un article plus général, voir Liste des communes françaises ayant changé de nom au cours de la Révolution.
Cet article présente une liste des communes françaises de l'Ardèche ayant changé de nom au cours de la Révolution.

## Ardèche
| Commune                                                                             | Nom révolutionnaire      | Notice Ehess-Cassini |
| ----------------------------------------------------------------------------------- | ------------------------ | -------------------- |
| Beaulieu                                                                            | Union-Bel-Air            | no 3187              |
| Beaumont                                                                            | Chabreilles              | no 3239              |
| Boucieu-le-Roi                                                                      | Boucieu-le-Doux          | no 5065              |
| Bourg-Saint-Andéol                                                                  | Bourg-sur-Rhône          | no 5319              |
| Bourg-Saint-Andéol                                                                  | Commune-Libre            | no 5319              |
| Chassiers                                                                           | Fanzove                  | no 8597              |
| Châteaubourg                                                                        | Rochebourg               | no 8630              |
| Colombier-le-Cardinal                                                               | Colombier-de-Déôme       | no 9935              |
| Coucouron                                                                           | Valmont                  | no 10468             |
| Lachapelle-sous-Chanéac                                                             | Peledru                  | no 8149              |
| Labatie-d'Andaure                                                                   | La Bâtie-du-Doux         | no 2916              |
| Lachapelle-Graillouse                                                               | Graillouze-sur-Loire     | no 8260              |
| Lavillatte                                                                          | Sapette                  | no 39977             |
| Lespéron                                                                            | Luc-d'Allier             | no 19293             |
| Mayres                                                                              | Sources-d'Ardèche        | no 21734             |
| Montréal                                                                            | Mont-Libre               | no 23770             |
| Prades                                                                              | Charbomine               | no 27865             |
| Pradons                                                                             | Pré-d'Ardèche            | no 27881             |
| Rocles                                                                              | Valbaume                 | no 29416             |
| Roiffieux                                                                           | Librefieux               | no 29468             |
| Rosières                                                                            | Baubiac                  | no 29968             |
| Saint-Agrève                                                                        | Mont-Chiniac             | no 30246             |
| Saint-Alban-d'Ay                                                                    | Monban                   | no 30277             |
| Saint-Alban-en-Montagne                                                             | Alban-les-Baumes         | no 30276             |
| Saint-Alban-en-Montagne                                                             | Luc-d'Alban              | no 30276             |
| Saint-Alban-sous-Sampzon (devenue Saint-Alban-Auriolles)                            | Alban-le-Gras            | no 30271             |
| Saint-Alban-sous-Sampzon (devenue Saint-Alban-Auriolles)                            | Chenevière-sur-Chassezac | no 30271             |
| Saint-Alban-sous-Sampzon (devenue Saint-Alban-Auriolles)                            | Trois-Eaux               | no 30271             |
| Saint-Andéol-de-Fourchades                                                          | Fourchades               | no 30350             |
| Saint-André-de-Cruzières                                                            | Claisses                 | no 30396             |
| Saint-André-de-Cruzières                                                            | Cruzières-Supérieur      | no 30396             |
| Saint-André-des-Effangeas (devenue Saint-André-en-Vivarais en 1926)                 | Montvert                 | no 30370             |
| Saint-André-Lachamp                                                                 | Allure                   | no 30419             |
| Saint-André-Lachamp                                                                 | Lachamp-du-Fer           | no 30419             |
| Saint-Apollinaire-de-Rias                                                           | Riaspol                  | no 30434             |
| Saint-Barthélemy-le-Meil                                                            | Mont-Meil                | no 30641             |
| Saint-Barthélemy-le-Pin (devenue Saint-Barthélemy-Grozon en 1995)                   | Pin-d'Issarles           | no 30642             |
| Saint-Barthélemy-le-Plein (devenue Saint-Barthélemy-le-Plain en 1939)               | Mont-Plein               | no 30643             |
| Saint-Basile                                                                        | Basile-Marron            | no 30646             |
| Saint-Christol                                                                      | Christolet               | no 30878             |
| Saint-Christol                                                                      | Mont-Rond                | no 30878             |
| Saint-Cierge (devenue Saint-Cierge-sous-le-Cheylard)                                | Cireval                  | no 30930             |
| Saint-Cirgues-en-Montagne                                                           | Bauzon-en-Montagne       | no 30948             |
| Saint-Cirgues-en-Montagne                                                           | Bauzon-Luc               | no 30948             |
| Saint-Clair                                                                         | Clair-Chalon             | no 30962             |
| Saint-Clément                                                                       | Clémenval                | no 30986             |
| Saint-Cyr                                                                           | Ciran                    | no 31076             |
| Saint-Désirat                                                                       | Rochevine                | no 31181             |
| Saint-Didier (devenue Saint-Didier-sous-Aubenas)                                    | Didival                  | no 31186             |
| Saint-Didier-de-Crussol (devenue Alboussière)                                       | Didival                  | no 11797             |
| Saint-Étienne-de-Lugdarès                                                           | Lugdarès                 | no 31658             |
| Saint-Étienne-de-Valoux                                                             | Toranchon                | no 31672             |
| Saint-Félicien                                                                      | Felisval                 | no 31724             |
| Saint-Félix-de-Vernoux (devenue Châteauneuf-de-Vernoux en 1909)                     | Mont-Félix               | no 31739             |
| Saint-Genest-de-Beauzon                                                             | Bauzon-sur-Salendre      | no 31860             |
| Saint-Genest-de-Beauzon                                                             | Salendre                 | no 31860             |
| Saint-Genest-de-Beauzon                                                             | Val-Salendre             | no 31860             |
| Saint-Genest-Lachamp                                                                | Champlein                | no 31865             |
| Saint-Genest-Lachamp                                                                | Ventôse                  | no 31865             |
| Saint-Jacques-d'Atticieux                                                           | Atticieux                | no 32398             |
| Saint-Jean-Chambre                                                                  | Val-Chambre              | no 32436             |
| Saint-Jean-de-Muzols                                                                | Muzols                   | no 32499             |
| Saint-Jean-de-Pourcharesse (devenue Saint-Pierre-Saint-Jean après fusion en 1975)   | Mont-Pierre              | no 32504             |
| Saint-Jean-de-Pourcharesse (devenue Saint-Pierre-Saint-Jean après fusion en 1975)   | Pourcharesse-sous-Peyre  | no 32504             |
| Saint-Jean-Roure                                                                    | Val-Roure                | no 32587             |
| Saint-Jeure-d'Andaure                                                               | Andauret                 | no 32601             |
| Saint-Jeure-d'Ay                                                                    | Fontaine-d'Ay            | no 32599             |
| Saint-Julien-Boutières (devenue Saint-Julien-d'Intres après fusion)                 | Bout-d'Erieu             | no 32667             |
| Saint-Julien-Labrousse                                                              | Brousseval               | no 32708             |
| Saint-Julien-le-Roux                                                                | Le Roux                  | no 32718             |
| Saint-Julien-Vocance                                                                | Vocancel                 | no 32726             |
| Saint-Laurent-les-Bains                                                             | Bains-Chauds-sur-Bornes  | no 32858             |
| Saint-Laurent-les-Bains                                                             | Bains-Tanargues          | no 32858             |
| Saint-Marcel-lès-Annonay                                                            | Marcel-de-Déome          | no 33137             |
| Saint-Martin-de-Valamas                                                             | Mas-d'Erieu              | no 33393             |
| Saint-Maurice-en-Chalencon                                                          | Rimaure                  | no 33552             |
| Saint-Mélany                                                                        | La Gardète               | no 33643             |
| Saint-Michel-le-Rance (devenue Saint-Michel-d'Aurance en 1894)                      | Rancevallon              | no 33735             |
| Saint-Montant (devenue Saint-Montan)                                                | Rouanesse                | no 33747             |
| Saint-Péray                                                                         | Peray-Vin-Blanc          | no 34039             |
| Saint-Pierre-de-Colombier                                                           | Pruneirolle              | no 34131             |
| Saint-Pierre-des-Macchabées (devenue Saint-Pierre-sur-Doux)                         | Macheloup                | no 34150             |
| Saint-Pierre-le-Déchausselat (fusionnée en 1975 et devenue Saint-Pierre-Saint-Jean) | Decaussetat              | no 34222             |
| Saint-Pierreville                                                                   | La Montagne              | no 34243             |
| Saint-Priest                                                                        | Val-d'Or                 | no 34287             |
| Saint-Romain-d'Ay                                                                   | Roche-d'Ay               | no 34480             |
| Saint-Romain-le-Désert (devenue Mars en 1909)                                       | Mont-Désert              | no 34478             |
| Saint-Romain-Lerpt (devenue Saint-Romain-de-Lerps)                                  | Mont-Lerp                | no 34482             |
| Saint-Romain-Lerpt (devenue Saint-Romain-de-Lerps)                                  | Mont-l'Air               | no 34482             |
| Saint-Sauveur-de-Cruzières                                                          | Cruzières-Inférieur      | no 34581             |
| Saint-Sylvestre                                                                     | Duson                    | no 34673             |
| Saint-Symphorien-de-Mahun                                                           | Mahun-Libre              | no 34793             |
| Saint-Victor                                                                        | Victoral                 | no 34929             |
| Sainte-Eulalie                                                                      | Le Bleynet               | no 31356             |
| Sainte-Eulalie                                                                      | Source-de-Loire          | no 31356             |
| Sainte-Marguerite-Lafigère                                                          | Valborne                 | no 31481             |
| Serrières                                                                           | Port-du-Mezenc           | no 36176             |
| Uzer                                                                                | Lande                    | no 38522             |
| Vallon (devenue Vallon-Pont-d'Arc en 1948)                                          | Vallibre                 | no 38754             |